# Saint-Germain-lès-Senailly
 Saint-Germain-lès-Senailly  là một xã ở tỉnh Côte-d'Or trong vùng Bourgogne-Franche-Comté, phía đông nước Pháp. Khu vực này có độ cao trung bình 389 mét trên mực nước biển.